# Лемерова средина
У математици, Лемерова средина торке х позитивних реалних бројева, названих по Дерику Хенрију Лемеру, је дефинисан као:
{\displaystyle L_{p}(\mathbf {x} )={\frac {\sum _{k=1}^{n}x_{k}^{p}}{\sum _{k=1}^{n}x_{k}^{p-1}}}.}
Пондерисана Лемерова средина у односу на тупле w позитивних тежина се дефинише као:
{\displaystyle L_{p,w}(\mathbf {x} )={\frac {\sum _{k=1}^{n}w_{k}\cdot x_{k}^{p}}{\sum _{k=1}^{n}w_{k}\cdot x_{k}^{p-1}}}.}
Лемерова средина је алтернатива моћним средствима за интерполацију између минимума и максимума преко аритметичке средине и хармонијске средине.

## Апликације

### Обрада сигнала
Попут средње вредности снаге, Лемерова средња вредност служи нелинеарном покретном просеку који се помера ка малим вредностима сигнала за мале {\displaystyle p} и наглашава велике вредности сигнала за велике {\displaystyle p}. С обзиром на ефикасну имплементацију покретне аритметичке средине која се зове smooth, можете имплементирати покретну Лемерову средину према следећем Хаскел коду.
```
lehmerSmooth
 
::
 
Floating
 
a
 
=>
 
([
a
]
 
->
 
[
a
])
 
->
 
a
 
->
 
[
a
]
 
->
 
[
a
]

lehmerSmooth
 
smooth
 
p
 
xs
 
=

    
zipWith
 
(
/
)

            
(
smooth
 
(
map
 
(
**
p
)
 
xs
))

            
(
smooth
 
(
map
 
(
**
(
p
-
1
))
 
xs
))

```